# Нагорное (Кропивницкий район)
Нагорное (укр. Нагірне) — село в Гуровской сельской общине Кропивницкого района Кировоградской области Украины.
До 2020 года входило в Долинский район
Население по переписи 2001 года составляло 39 человек. Почтовый индекс — 28513. Телефонный код — 5234. Занимает площадь 0,64 км². Код КОАТУУ — 3521983004.